# Tidersrums socken
Tidersrums socken i Östergötlands län ingick i  Kinda härad, ingår sedan 1974 i Kinda kommun och motsvarar från 2016 Tidersrums distrikt.
Socknens areal är 152,00 kvadratkilometer varav 135,23 land. År 2000 fanns här 223 invånare. Kyrkbyn Tidersrum med sockenkyrkan Tidersrums kyrka samt den mindre orten Verveln ligger i socknen. 

## Administrativ historik
Tidersrums socken har medeltida ursprung. 
Vid kommunreformen 1862 övergick socknens ansvar för de kyrkliga frågorna till Tidersrums församling och för de borgerliga frågorna till Tidersrums landskommun. Landskommunen uppgick 1952 i Västra Kinda landskommun som 1974 uppgick i Kinda kommun.
1 januari 2016 inrättades distriktet Tidersrum, med samma omfattning som församlingen hade 1999/2000. 
Socknen har tillhört samma fögderier och domsagor som Kinda härad.  De indelta soldaterna tillhörde   Första livgrenadjärregementet, Ydre kompani och Andra livgrenadjärregementet, Vifolka kompani.

## Geografi
Tidersrums socken ligger vid Stångåns källflöden sydost om Sommen. Socknen är en skogsbygd med höjder som når upp till 290 meter över havet.

## Fornlämningar
Kända från socknen är stensättningar på gravfält från järnåldern.

## Namnet
Namnet (1300 Tydhisrum) kommer från kyrkbyn. Förleden är ett gammalt namn på Tidersrumssjön, Tidhir. Efterleden är rum, 'öppen plats'.
Namnet skrevs före 29 april 1921 även Tirserums socken och även Tidersrums socken (för jordebokssocken).

### Fotnoter
1. 1 2  Svensk Uppslagsbok andra upplagan 1947–1955: Tidersrum socken
2. 1 2  Harlén, Hans; Harlén Eivy (2003). Sverige från A till Ö: geografisk-historisk uppslagsbok. Stockholm: Kommentus. Libris 9337075. ISBN 91-7345-139-8
3. ↑  Administrativ historik för Tidersrum socken (Klicka på församlingsposten). Källa: Nationella arkivdatabasen, Riksarkivet.
4. 1 2  Sjögren, Otto (1931). Sverige geografisk beskrivning del 2 Östergötlands, Jönköpings, Kronobergs, Kalmar och Gotlands län. Stockholm: Wahlström & Widstrand. Libris 9939
5. 1 2  Nationalencyklopedin
6. ↑  Fornlämningar, Statens historiska museum: Tidersrums socken
7. ↑  Fornminnesregistret, Riksantikvarieämbetet: Tidersrums socken Fornminnen i socknen erhålls på kartan genom att skriva in sockennamn (utan "socken") i "Ange geografiskt område"
8. ↑  Mats Wahlberg, red (2003). Svenskt ortnamnslexikon. Uppsala: Institutet för språk och folkminnen. Libris 8998039. ISBN 91-7229-020-X. https://isof.diva-portal.org/smash/get/diva2:1175717/FULLTEXT02.pdf